# Ron (Índia)
Ron é uma panchayat (vila) no distrito de Gadag, no estado indiano de Karnataka.

## Geografia
Ron está localizada a 15° 40′ N, 75° 44′ L. Tem uma altitude média de 592 metros (1942 pés).

## Demografia
Segundo o censo de 2001, Ron tinha uma população de 21 671 habitantes. Os indivíduos do sexo masculino constituem 50% da população e os do sexo feminino 50%. Ron tem uma taxa de literacia de 60%, superior à média nacional de 59,5%: a literacia no sexo masculino é de 71% e no sexo feminino é de 49%. Em Ron, 14% da população está abaixo dos 6 anos de idade.